# Журавлёв, Иван Филиппович
Ива́н Фили́ппович Журавлёв (1881—1919) — русский рабочий, большевик, участник Октябрьского вооружённого восстания 1917 года в Москве и Гражданской войны в России.

## Биография
Иван Журавлёв родился в 1881 году в деревне Афанасьево Раменской волости Егорьевского уезда Рязанской губернии в крестьянской семье. В возрасте 10 лет стал учеником кустаря роговых пуговиц в Егорьевске. Позднее переехал в Москву. Работал на пуговичной фабрике «Ронталлер Б. и К°» (в советское время Пуговичная фабрика имени Н. Д. Балакирева). В марте 1917 года стал членом Коммунистической партии. Во время Октябрьского вооружённого восстания участвовал в уличных боях в составе отряда Красной гвардии Хамовническо-Дорогомиловского района. Сражался против юнкеров на улице Плющихе, принимал участие в штурме 5-й школы прапорщиков в районе Новинского бульвара. После установления советской власти участвовал в Гражданской войне. Погиб в 1919 году в плену армии Колчака.

## Память
24 октября 1929 года в его честь была названа площадь Журавлёва в Москве, а также Верхний Журавлёв переулок и Нижний Журавлёв переулок (бывшие Введенская площадь, Верхний и Нижний Введенские переулки).